# Kildare County
Kildare County is een Ierse voormalige voetbalclub uit Newbridge in het County Kildare.
De club werd in 2002 opgericht en hield in 2009 op te bestaan.